# Nhạc hip hop Đài Loan
Nhạc hip hop Đài Loan khởi đầu vào đầu những năm 1990, phổ biến bởi bộ ba ban đầu L.A. Boyz. Một phong cách riêng biệt của nhạc rap sử dụng tiếng Phúc Kiến Đài Loan nổi lên như đối lập với tiếng Quan thoại dùng trong Mandopop.

## Các nghệ sĩ
- L.A. Boyz
- Jerry Lo (羅百吉)
- MC HotDog
- Dog G (大支)
- Machi (麻吉)